# Nankyoku monogatari
Nankyoku monogatari (lit. "História do Polo Sul") é um filme de drama japonês de 1983 dirigido por Koreyoshi Kurahara, com roteiro de Toshirō Ishidō, Tatsuo Nogami e Kan Saji. 
Com o nome de Antarctica, foi selecionado como representante do Japão à edição do Oscar 1984, organizada pela Academia de Artes e Ciências Cinematográficas.

## Elenco
- Ken Takakura - Akira Ushioda
- Tsunehiko Watase - Kenjirō Ochi
- Eiji Okada - Chief Ozawa
- Masako Natsume - Keiko Kitazawa
- Keiko Oginome - Asako Shimura
- Takeshi Kusaka - Morishima Kyōju
- Shigeru Kōyama - Horigome Taichō
- So Yamamura - Iwakiri Senchō
- Jun Etō - Tokumitsu Taiin
- Kōichi Satō - Toda Taichō
- Shin Kishida - Kissaten Master
- Takeshi Ōbayashi - Nonomiya Taichō
- Shinji Kanai - Ozaki Taichō